# Gadsden
Gadsden é uma cidade localizada no estado americano do Alabama, no Condado de Etowah, do qual é sede.

## Geografia
De acordo com o United States Census Bureau, a cidade tem uma área de 99 km², onde 96 km² estão cobertos por terra e 3 km² por água.

## Demografia
Segundo o censo nacional de 2010, sua população é de 36 856 e sua densidade populacional é de 363,8 hab/km².